# Conventie van Bloemfontein
De Conventie van Bloemfontein is het verdrag van 23 februari 1854 waarmee de Boerenrepubliek Oranje Vrijstaat haar onafhankelijkheid verkreeg.

## Geschiedenis
Het verdrag werd ondertekend op 23 februari 1854 door vertegenwoordigers van de Boeren en de Britten. In dit traktaat gaf het Verenigd Koninkrijk alle heerschappij over de Oranjeriviersoevereiniteit, het gebied tussen de Oranje- en de Vaalrivier op, waardoor de Oranje Vrijstaat onafhankelijk werd. De overeenkomst werd ondertekend in Bloemfontein, de latere hoofdstad van de Vrijstaat.
De voornaamste reden van de conventie was dat de Oranjeriviersoevereiniteit vanwege de constante conflicten met de Basotho eigenlijk een last voor de Britten was, terwijl de Boeren maar al te graag hun onafhankelijkheid terug wilden krijgen.
Twee jaar eerder (1852) was al het Zandriviertraktaat gesloten, waarbij het gebied ten noorden van de Vaal soevereiniteit kreeg.

## Ondertekenaars
Tot de ondertekenaars behoorden namens de Boeren Gerhardus Johannes du Toit, Koos Venter, Josias Philip Hoffman, Gert Petrus Visser, Jacobus Groenendaal, Esaias Reynier Snijman, Frederik Petrus Senekal, Johan Isaak Jacobus Fick, Adriaan Hendrik Stander.